# Martín Iglesias (baloncestista)
Martín Iglesias Fernández (Vigo, Pontevedra, 10 de enero de 2004) es un baloncestista español que pertenece a la plantilla del Club Ourense Baloncesto de Primera FEB. Con 2,04 metros de estatura, juega en la posición de ala-pívot.

## Trayectoria deportiva
Martín es un jugador nacido en Vigo y comenzó a jugar al baloncesto en el CB San José de La Guía y en el Porriño Baloncesto Base, antes de firmar con apenas 14 años por el FC Barcelona para llevarlo a La Masía y desarrollar su etapa de formación en las categorías inferiores del club blaugrana. 
En la temporada 2021-22, con apenas 17 años formaría parte de la plantilla del Fútbol Club Barcelona "B" de Liga EBA.
El 11 de julio de 2023, firma por el Club Baloncesto Peñas Huesca de Liga LEB Plata para disputar la temporada 2023-24.
El 20 de junio de 2025, firma por el Club Ourense Baloncesto de Primera FEB.

## Selección nacional
El 7 de agosto de 2022, lograría el oro en el EuroBasket Sub-18 celebrado en Turquía.